# Svenljunga samrealskola
Svenljunga samrealskola var en realskola i Svenljunga verksam från 1942 till 1968. 

## Historia
Skolan inrättades 1937 som högre folkskola vilken 1942 ombildades till en kommunal mellanskola
. Denna ombildades från 1946 successivt till Svenljunga samrealskola.
Realexamen gavs från 1942 till 1968.
Som skolbyggnad användes åtminstone de första åren den gamla folkskolan. 